# Tenedos barronus
Tenedos barronus là một loài nhện trong họ Zodariidae.
Loài này thuộc chi Tenedos. Tenedos barronus được Ralph Vary Chamberlin miêu tả năm 1925.